# Cis lineatocribratus
Cis lineatocribratus es una especie de coleóptero de la familia Ciidae.

## Distribución geográfica
Habita en Europa, en el Caucaso.